# Antigos Paços do Concelho de Santa Cruz de Riba Tâmega
Os Antigos Paços do Concelho de Santa Cruz de Riba Tâmega, também designados por Câmara Municipal de Real ou Câmara Velha, localizam-se em Vila Meã, no município de Amarante, no distrito do Porto, em Portugal.

## História
Trata-se de uma construção dos fins do século XVI e princípios do século XVII, sob o reinado de Filipe III de Portugal.
Este imóvel foi adquirido em 1998 pela Câmara Municipal de Amarante.
Testemunhos de pessoas, já falecidas, que nasceram pouco depois da extinção do concelho e que diziam falar pela boca dos seus pais, garantiam que ali funcionou o Tribunal (no 1.º andar) e a Cadeia (na enxovia do rés do chão). Actualmente no edifício está instalada uma extensão da biblioteca municipal de Amarante.

## Características
As fachadas principais (oeste) e lateral (norte) ostentam várias peças de granito trabalhado que dão um toque senhoril àquele edifício municipal, que tem sido tomado por baluarte de defesa do regresso de Vila Meã à categoria de sede do concelho, tal como sucedeu até 25 de outubro de 1855.
Mesmo ao lado e enquadrada na mesma traça arqueológica, ergue-se a Casa das Donas que, embora não se conheçam premissas que indiciem a data da sua construção, parece não se afastar muito da do edifício vizinho atrás referido.